# García López de Cárdenas
García López de Cárdenas (16. Jahrhundert) war ein spanischer Entdecker und Konquistador. Historische Aufzeichnungen der Stadt Llerena in der Provinz Badajoz, Extremadura (Spanien) verzeichnen Llerena als seinen Geburtsort und benennen Don Alonso de Cárdenas, den Conde de la Puebla del Maestre, und Doña Elvira de Figueroa als seine Eltern. Weitere persönlichen Lebensdaten sind nicht bekannt.

## Expedition
García López de Cárdenas war im April 1540 Offizier auf einer großen Expedition in Neuspanien. Auf Befehl des Vizekönigs Antonio de Mendoza und unter dem Kommando von General Francisco Vásquez de Coronado machte sich die Expedition auf die Suche nach den sagenumwobenen Sieben Städten von Cibola. Im Südwesten Nordamerikas suchten die Spanier nach den legendären Städten. Doch alles, was sie fanden, waren die Dörfer und Städte der Pueblo-Indianer. Sie eroberten die Pueblos und benutzten Hawiku als Stützpunkt.

## Entdeckung des Grand Canyon
Als sie von einem großen Fluss im Westen hörten, schickte Coronado dreizehn Männer aus, um diesen Fluss zu finden. Die Führung dieser kleinen Truppe übergab er García López de Cárdenas. Innerhalb von achtzig Tagen sollte er mit seinen Männern zurückkehren. Außerdem hatte er den Auftrag, Kontakt mit Hernando de Alarcón aufzunehmen. Der war mit seinen Schiffen an der neuspanischen Westküste in Richtung Norden gefahren und wollte Coronados Expedition vom Meer aus unterstützen.
Sie durchquerten eine Gegend, die heute „Painted Desert“ genannt wird. Die Hopi-Indianer hatten ihnen Vorräte und einen ortskundigen Führer mitgegeben. Mehrere Wochen waren sie unterwegs. Als sie dann am Grand Canyon standen und hinunterschauten, konnten sie sich nicht vorstellen, dass sie etwa 1500 Meter über dem Fluss standen. Sie glaubten an einem winzigen Rinnsal zu stehen. Doch ihr indianischer Führer versicherte ihnen, dass dieses Rinnsal in Wirklichkeit ein großer Fluss sei.
An welchem Punkt die Spanier auf den Grand Canyon trafen, lässt sich heute nicht mehr genau sagen. Wahrscheinlich war es Navajo Point, doch auch Desert View wird genannt. Cárdenas und seine Männer konnten unten im Tal quadratische Felder und den Rauch von Feuerstellen sehen. Also war der Grund des Canyons besiedelt. Doch nach drei Tagen hatten sie immer noch keinen Weg hinunter gefunden. Drei Männer wollten den gefährlichen Abstieg trotzdem versuchen. Es waren Pablo de Melgrossa und Juan Galeras. Der Name des dritten spanischen Soldaten ist nicht bekannt. Mehrere Stunden stiegen die Männer hinab, erreichten jedoch nicht den Grund des Canyons. Als es zu steil wurde und sie kein Wasser mehr hatten, mussten sie umkehren. In ihrem Bericht bemerkten sie, dass einige Felsen in der Schlucht größer wären als der große Turm (die Giralda) Sevillas, und der Fluss sei sicher eben so groß wie der Guadalquivir. Wahrscheinlich gab López de Cárdenas dem Fluss seinen heutigen Namen Colorado. Es dauerte etwa 200 Jahre, bis wieder ein Europäer den Grand Canyon besuchte.
Nach 86 Tagen kam die Gruppe wieder bei Coronado in Hawiku an. Cárdenas hatte auf seiner Expedition keine Verluste an Männern oder Pferden zu beklagen. Doch Hernando de Alarcón hatte er nicht finden können. Der war mit seinen Schiffen an der Westküste nach Norden gesegelt. Dann war er mit Booten auf dem Colorado stromaufwärts gefahren. Cárdenas verpasste ihn nur um ein paar Monate und ein paar hundert Kilometer.

## Verantwortung
Im Jahr darauf hatte Cárdenas das Kommando bei einer Auseinandersetzung mit den Einwohnern eines anderen Pueblos. Es kam zu Kampfhandlungen und einem Aufstand. Als die Spanier den Aufstand niedergekämpft hatten, ließ Cárdenas die überlebenden Menschen an Pfähle fesseln und vor ihren Füßen Scheiterhaufen errichten. Er gab den Befehl, die ca. 200 Indianer bei lebendigem Leibe zu verbrennen. Dafür musste er sich nach dem Feldzug vor Gericht verantworten und wurde zu einer Geldstrafe verurteilt.